# Alexander Onufrijewitsch Kowalewski

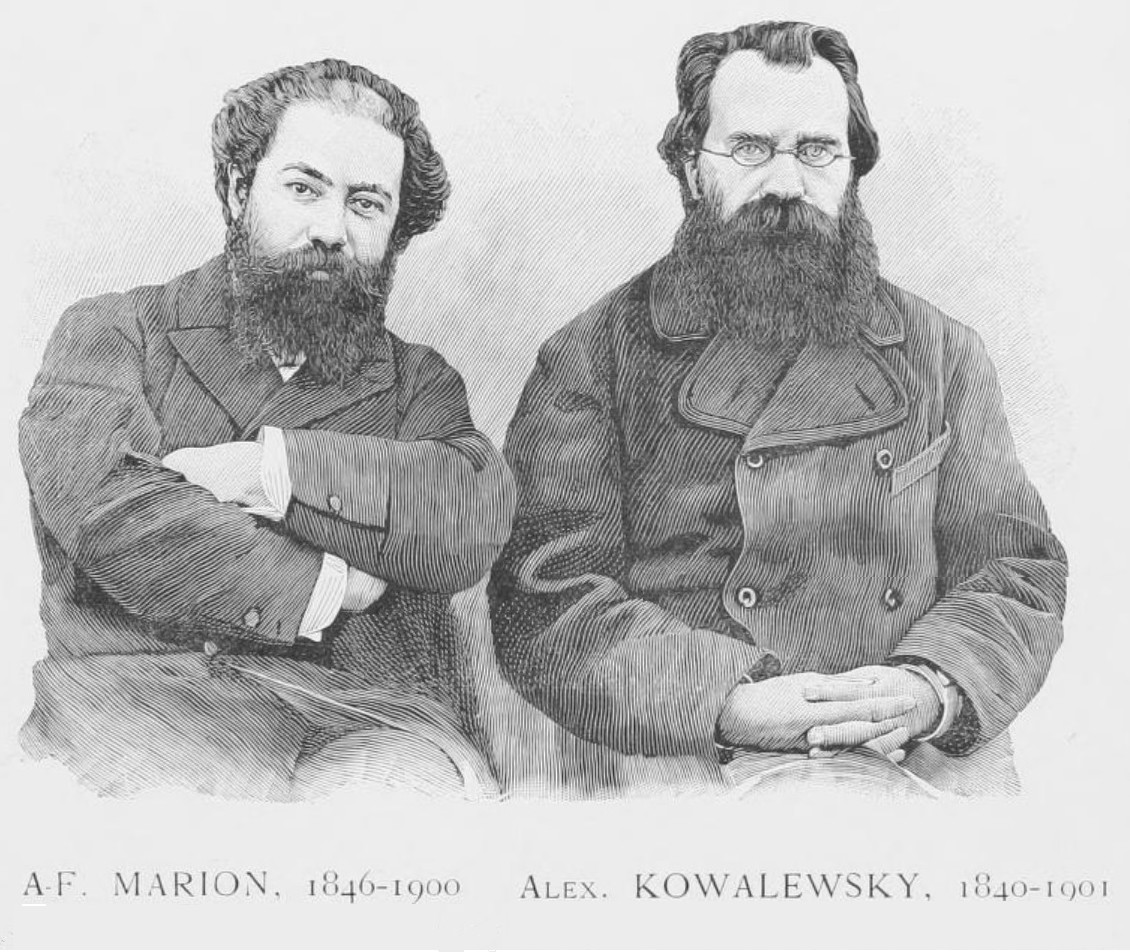
Kowalewski (rechts) mit Antoine Fortuné Marion

Alexander Onufrijewitsch Kowalewski (russisch Александр Онуфриевич Ковалевский, * 7. Novemberjul. / 19. November 1840greg. auf dem Gute Workowo, damals Gouvernement Witebsk, Russisches Reich; † 9. Novemberjul. / 22. November 1901greg. in Sankt Petersburg, Russisches Reich) war ein russischer Zoologe. Er gilt als Begründer der komparativen Embryologie und experimentellen Histologie in Russland.

## Leben und Wirken
Kowalewski studierte an der Universität Heidelberg Medizin und wurde an der Universität Sankt Petersburg promoviert. Er war ein Schüler von Ernst Haeckel. 1867 forschte er gemeinsam mit Ilja Iljitsch Metschnikow in Neapel. 1868/69 wurde er Professor in Kasan, ab 1869 in Kiew, ab 1874 in Odessa und ab 1891 an der Russischen Akademie der Wissenschaften und Professor an der Universität in Sankt Petersburg (1891–1893).
Er zeigte, dass alle Tiere als Embryonen durch ein Gastrulations-Stadium gehen, was damals die Darwinsche Evolutionstheorie unterstützte, die er wesentlich in Russland förderte. Davor war die Gastrulation vor allem bei Wirbeltieren untersucht worden. Haeckel hebt in diesem Zusammenhang die Entdeckung Kowalewskis von 1866 hervor, dass die Gastrulations-Entwicklung bei primitiven Wirbeltieren wie dem Lanzettfisch ähnlich abläuft wie bei Manteltieren (Seescheide). Er erkannte die Bedeutung der Chorda dorsalis für die Stammgeschichte und schlug die Zusammenfassung von Tieren mit Chorda zu Chordatieren vor.
1890 wurde er als ordentliches Mitglied in die Russische Akademie der Wissenschaften aufgenommen; bereits seit Dezember 1883 gehörte er der Akademie als korrespondierendes Mitglied an. Die Académie royale des Sciences, des Lettres et des Beaux-Arts de Belgique nahm ihn im Dezember 1882 als assoziiertes Mitglied auf. 1895 wurde er in die Académie des sciences in Paris und 1896 in die American Academy of Arts and Sciences sowie die Königlich Niederländische Akademie der Wissenschaften gewählt.
Kowalewski entstammte einer adligen polnischen Familie, er war der Sohn von Onufri Ossipowitsch und Polina Petrowna Kowalewski. Er ist der Bruder des Paläontologen Wladimir Onufrijewitsch Kowalewski.
Ihm zu Ehren wurde die Alexander-Kowalewski-Medaille benannt, die Anfang des 20. Jahrhunderts vor der Revolution und danach erst wieder ab 2001 von der St. Petersburger Gesellschaft der Naturforscher für Leistungen in Entwicklungs- und Evolutionsbiologie verliehen wird.

## Schriften
- Entwicklungsgeschichte des Amphioxus lanceolatus, 1867
- Embryologische Studien an Würmern und Arthropoden, 1871